# Alfaraz de Sayago
Alfaraz de Sayago är en kommun i Spanien.   Den ligger i provinsen Provincia de Zamora och regionen Kastilien och Leon, i den centrala delen av landet, 210 km väster om huvudstaden Madrid. Antalet invånare är 168. Arean är 73 kvadratkilometer.
Terrängen i Alfaraz de Sayago är platt.